# Ukrajinci
Ukrajinci (ukrajinsky українці) jsou východoslovanský národ. Počtem příslušníků (44–45 milionů) jsou 3. největším slovanským národem a 8. největším národem Evropy. Jejich jazykem je ukrajinština. 78 % Ukrajinců žije na Ukrajině; nejpočetnější ukrajinskou diasporu má Rusko, Kanada, USA, Bělorusko, Brazílie, Moldavsko a Kazachstán.

## Ukrajinci v Česku
Od sčítání lidu v roce 1991 počet Ukrajinců v Česku setrvale roste. Při Sčítání lidu, domů a bytů 2021 se k ukrajinské národnosti přihlásilo 92 892 osob (vyplnění národnosti nebylo povinné). Po zahájení ruské invaze na Ukrajinu v únoru 2022 přijalo Česko velké množství prchajících osob z Ukrajiny. Ke konci roku 2022 Ministerstvo vnitra České republiky evidovalo na území Česka 636 282 osob s ukrajinskou státní příslušností.

## Galerie

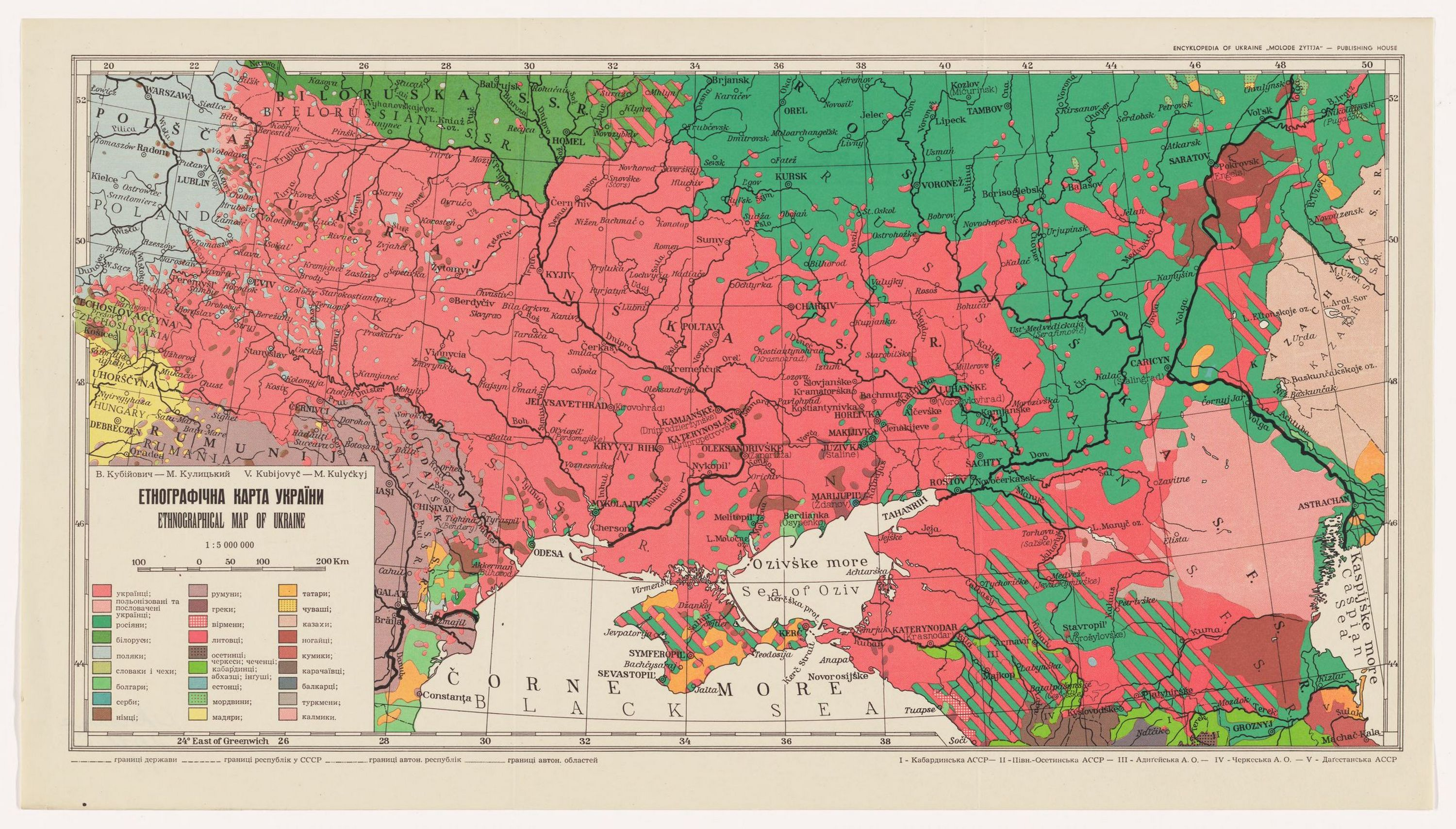
"Etnografická mapa Ukrajiny" vytištěná hned po druhé světové válce. Území obývané většinou etnických Ukrajinců je zabarveno růžově.
Zastoupení etnických Ukrajinců dle oblasti (2001)
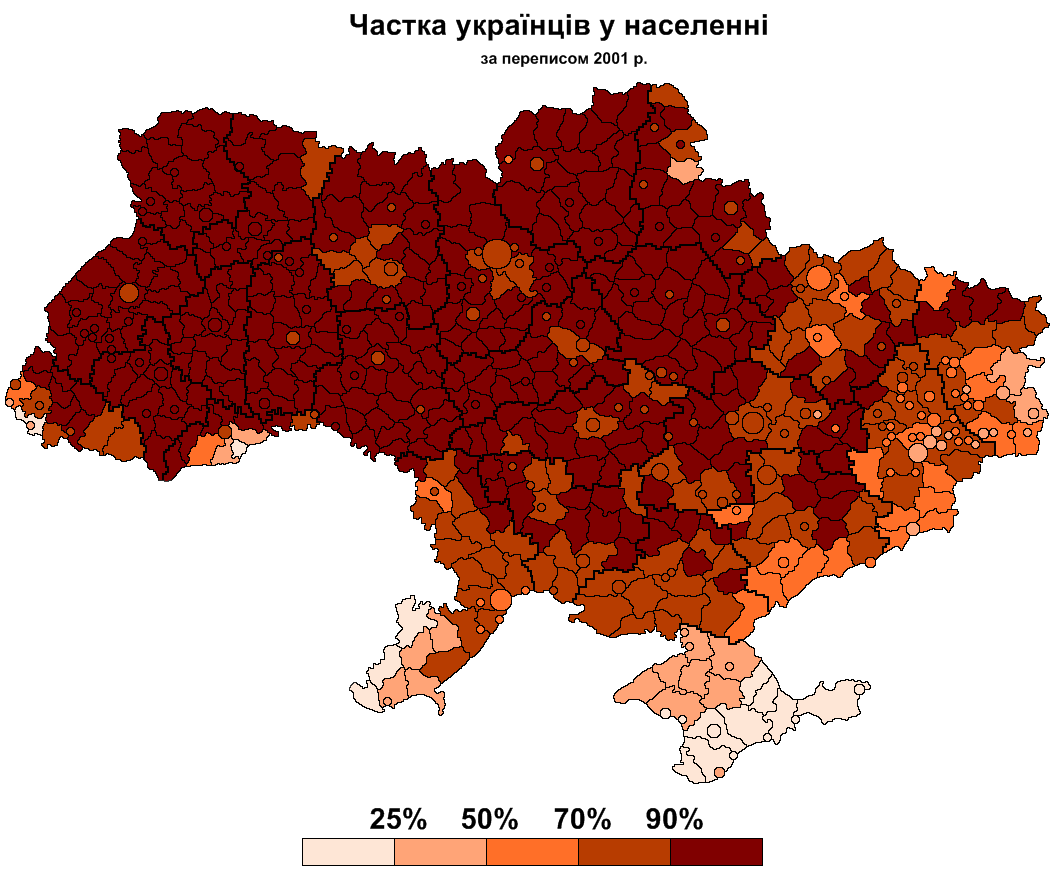
Dle rajónu
Rozšíření ukrajinštiny na začátku 20. století
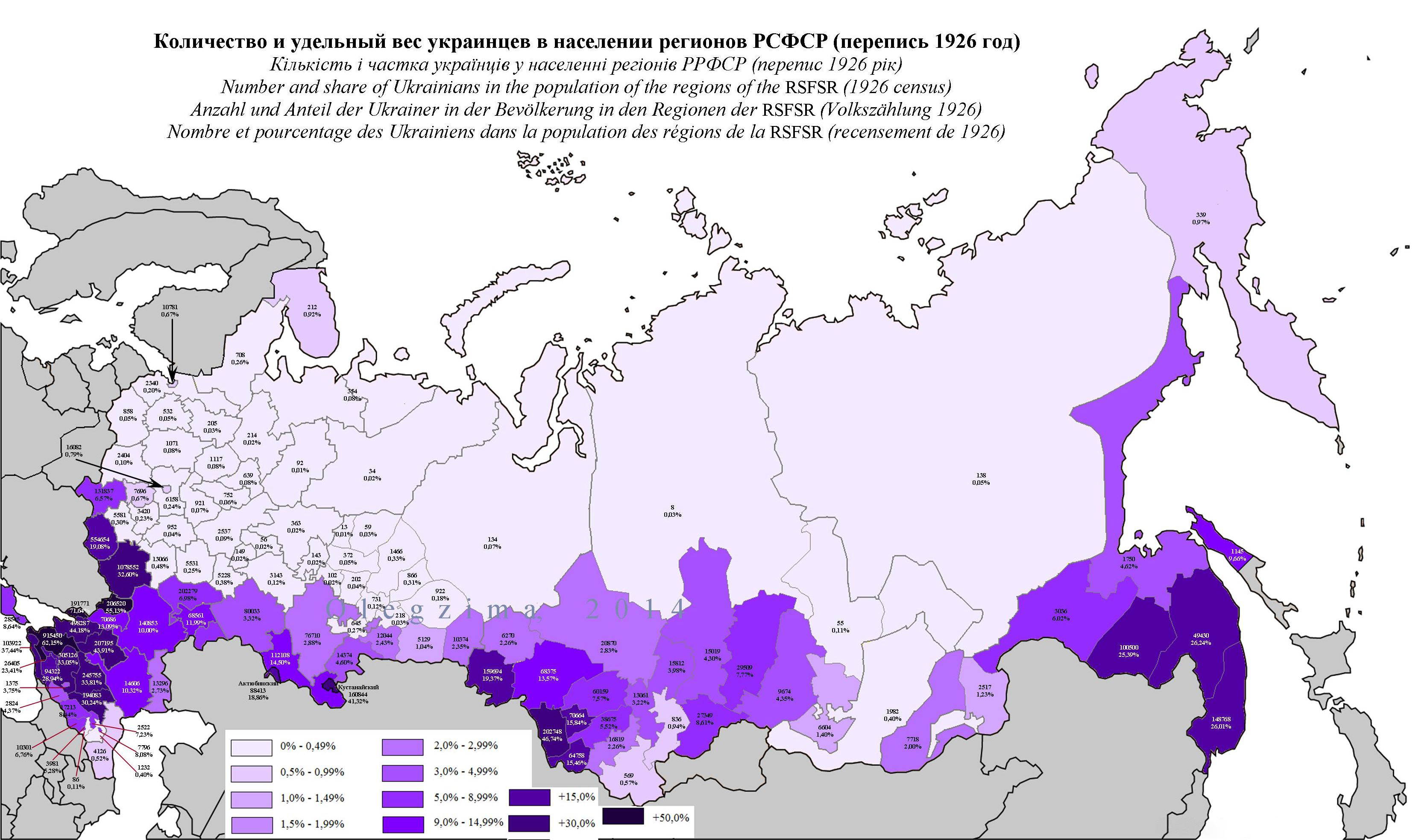
Počet a procentuální poměr Ukrajinců v regionech RSFSR (sčítání lidu 1926)
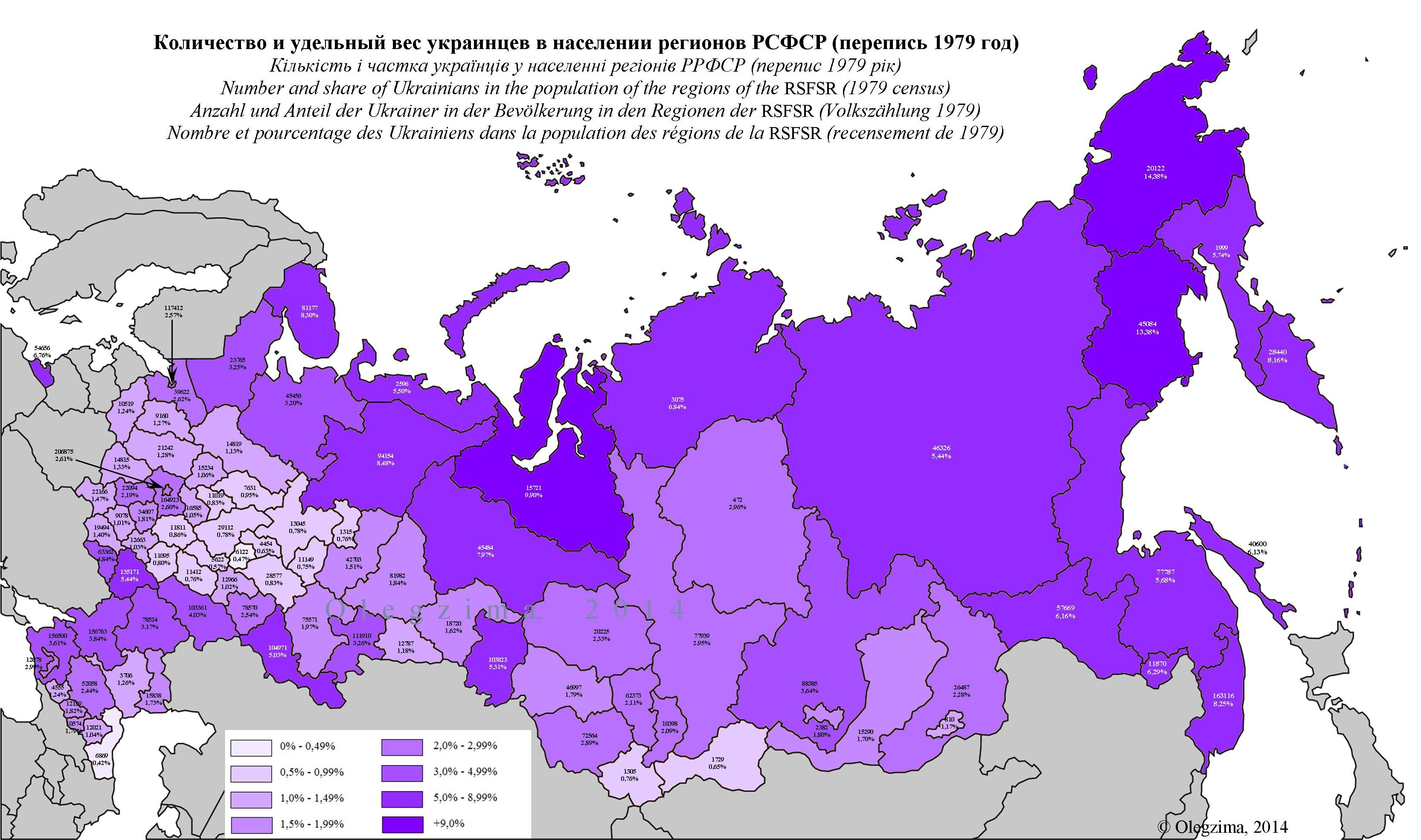
Sčítání lidu 1979. Ukrajinci žijící v RSFSR se z velké části asimilovali s Rusy.